# فیلیپه ماچادو
فیلیپه ماچادو با نام کامل (به پرتغالی: Filipe José Machado) مدافع میانی برزیلی بود که برای باشگاه فوتبال شاپه‌کوئنزه بازی می‌کرد.
در لیگ برتر فوتبال ایران ۹۵–۱۳۹۴ وی به سرمربیگری علی دایی مدافع میانی صبای قم بازی می کرد
او در سانحه پرواز ۲۹۳۳ لامیا ایرلاینز در کلمبیا مورخ ۲۸ نوامبر ۲۰۱۶(۸ آذر ۱۳۹۵) درگذشت.
فیلیپه ماچادو حضور در تیم‌های فوتبال اینترناسیونال صبای قم الظفره زسکا صوفیه الفجیره فلومیننزه کلاب اینتر باکو و ... را در کارنامه خود داشت. وی سابقه برریس گلزنی برابر باشگاه فوتبال گرمیو و باشگاه فوتبال اینترناسیونال را داشت.